# Star Harbor
Star Harbor é uma cidade localizada no estado norte-americano do Texas, no Condado de Henderson.

## Demografia
Segundo o censo norte-americano de 2000, a sua população era de 416 habitantes.
Em 2006, foi estimada uma população de 460, um aumento de 44 (10.6%).

## Geografia
De acordo com o United States Census Bureau tem uma área de
1,5 km², dos quais 1,3 km² cobertos por terra e 0,2 km² cobertos por água.

## Localidades na vizinhança
O diagrama seguinte representa as localidades num raio de 12 km ao redor de Star Harbor.